# Fortunato Franco
Fortunato Franco, talvolta indicato come Fortunata A. Franco (Goa, 2 maggio 1939 – Goa, 10 maggio 2021), è stato un calciatore indiano, di ruolo centrocampista.

## Carriera

### Club
Originario dello stato di Goa, a cavallo fra gli anni cinquanta e sessanta giocò nel club del vicino stato di Maharashtra, con sede a Bombay.

### Nazionale
Fra il 1959 e il 1965 fu regolarmente convocato in nazionale, partecipando alle rappresentative che si qualificarono per le Olimpiadi del 1960 e la Coppa d'Asia del 1964: in quest'ultima manifestazione contribuì attivamente al raggiungimento del secondo posto, venendo impiegato come titolare in tutte e tre le gare.